# Glockenstraße (Trier)
Die Glockenstraße ist eine Straße in der Trierer Innenstadt. Die Straße verläuft zwischen Rindertanzplatz und Simeonstraße und ist ausschließlich Fußgängerzone. Sie ist eine der Hauptgeschäftsstraßen von Trier.

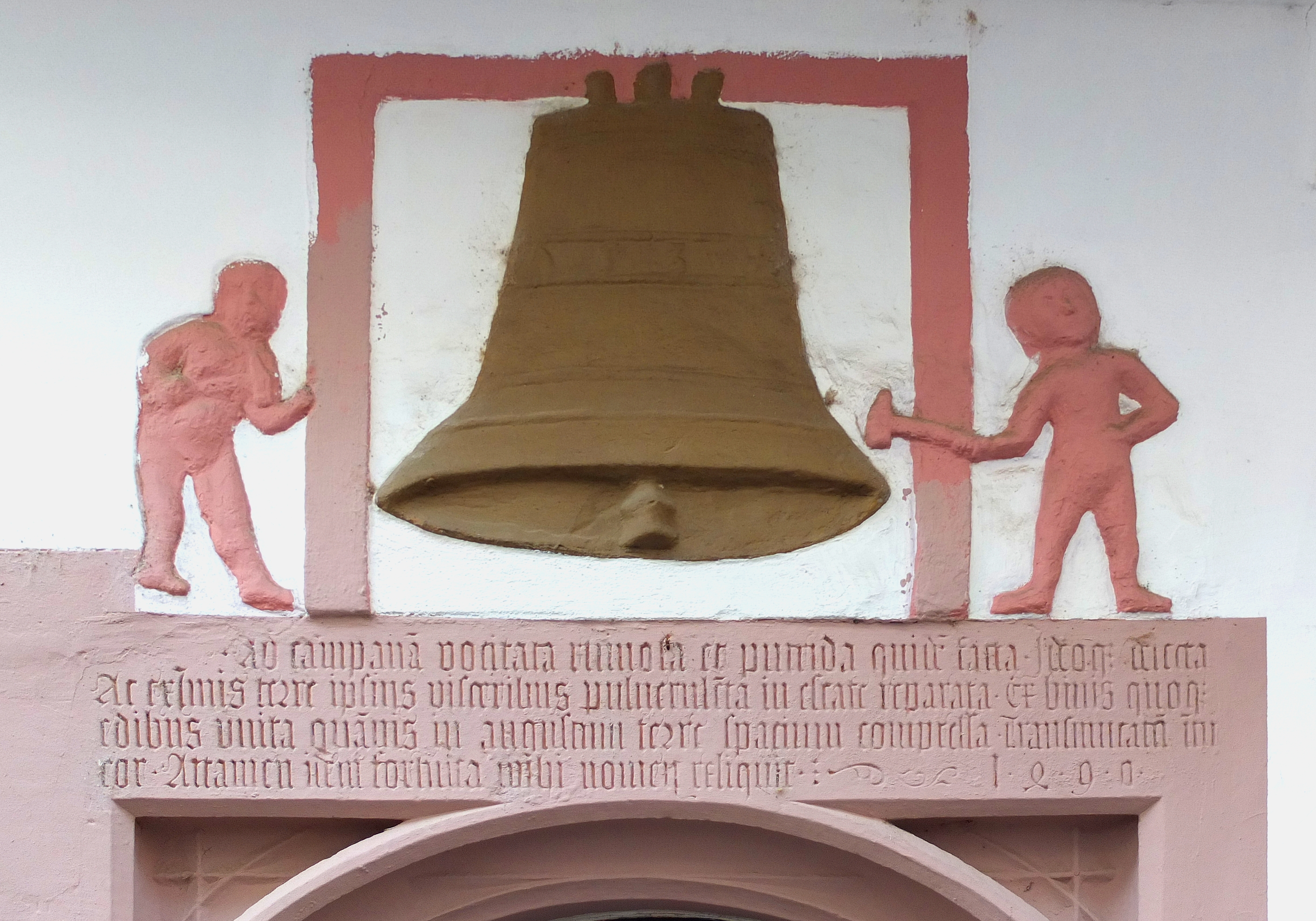
Glockenstraße 2: Türsturz mit Datierung 1490

## Geschichte
Die Glockenstraße ist nach dem Haus „Zur Glocke“ aus dem 15. Jahrhundert in dieser Straße benannt. In der Glockenstraße 12 steht das Gasthaus „Zur Glocke“.

## Bauwerke
In der Straße befinden sich mehrere bedeutsame Kulturdenkmäler.

### Haus zur Glocke
Das „Haus zur Glocke“ am Anfang der Glockenstraße ist ein dreigeschossiger, im Kern spätmittelalterlicher Fachwerkbau, bezeichnet 1490. Früher soll in dem Haus eine Glockengießerei eingerichtet gewesen sein, was 1885 bei Arbeiten vor dem Haus gefundene große Mengen von Metallresten und Asche zu bestätigen scheinen. Ältester Teil des größtenteils im frühen 20. Jahrhundert erbauten Hauses ist der linke Erdgeschossbereich. Auf dem Türsturz steht, ins Deutsche sinngemäß übertragen: „Zur Glocke genannt, baufällig und morsch geworden, deshalb abgerissen, aus dem Innersten dieser Erde mit Staub verdreckt wieder aufgebaut, aus zwei Bauwerken zu einem vereint, dennoch in den engen Raum des Landes gepresst, fühle ich mich verwandelt. Jedoch ließ mir das Glück denselben Namen. 1498“

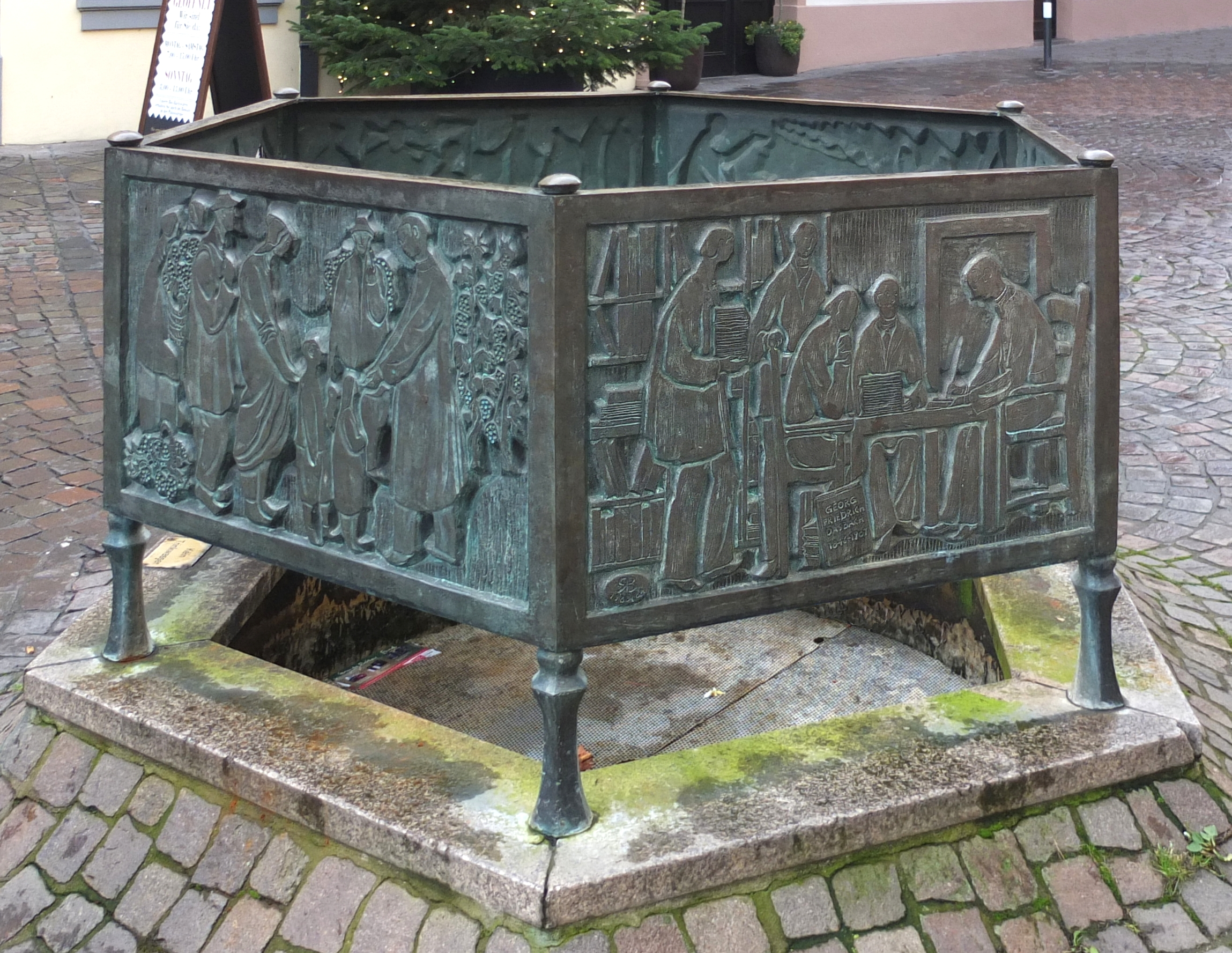
Dasbach-Brunnen

### Dasbach-Brunnen
Nicht weit vom Dasbachhaus in der Glockenstraße steht der von Rudolf Breilmann (1929–2018) im Jahr 1984 gefertigte Dasbach-Brunnen, benannt nach dem Priester, Politiker und Publizisten Georg Friedrich Dasbach. Seine sechsseitige Brunnenschürze aus Bronze zeigt Begebenheiten aus Dasbachs Leben. Auf einem der Bilder ist er als Prediger dargestellt, während andere Szenen an seine Unterstützung der von Wucher bedrohten Bauern- und Winzerfamilien an der Mosel erinnern. Der Brunnen wurde zur 2000-Jahr-Feier der Stadt Trier gestiftet.

### Dasbachhaus
Das Haus in der Glockenstraße 6 wurde als Genossenschaftsbank gebaut, hieß später Raiffeisenhaus und seit 2017 Dasbachhaus. Der Abgeordnete und Kaplan Dasbach hatte 1895 den Trierischen Genossenschaftsverband gegründet.

### Glockenstraße 10
Das Haus Glockenstraße 10 ist mit einem Gebäude in der Brotstraße 31 vergleichbar. Es wurde wohl aus zwei älteren Gebäuden zusammengefasst und entstand in der vorliegenden Form im ersten Jahrzehnt des 19. Jahrhunderts durch den Buchdruckereibesitzer Leistenschneider, der ab 1810 auch Trierer Maire war und das Gebäude 1805 vom Domkapitel erworben hatte. Die Fenster sind gedrungen rechteckig, die Gewände facettiert mit relativ langgestreckten Ohren und die Brüstungen weisen das auch aus der Brotstraße 31 bekannte vermittelnde Putzfeld auf. Durch den Umbau hat das Haus wahrscheinlich auch sein schlichtes Zwillingsportal erhalten, das aus beschriebenem Gewände, den langgezogenen Ohren mit Guttaeschmuck und darüberliegendem Fries mit zwei Triglyphen und dazwischenliegender Empire-Ornamentik besteht. Empire-Ornamentik ist auch auf den Türblättern zu finden. Den oberen Abschluss des Gebäudes bildet ein gerades, ausladendes Gebälk. Über dem klassizistischen Zahnschnittsims befindet sich ein sehr hohes und steiles Walmdach.
Die Gesamterscheinung des Hauses ist konservativ. Gebäude, welche die Linie des Klassizismus verlassen und zunächst zum romantischen Historismus mit seiner bewusst umformenden Anwendung historischer Formen streben, finden sich im vierten Jahrzehnt des 19. Jahrhunderts eher noch selten. Ähnliche zögerliche Baustrukturen findet sich auch an den Portalen in der Jüdemerstraße 12.

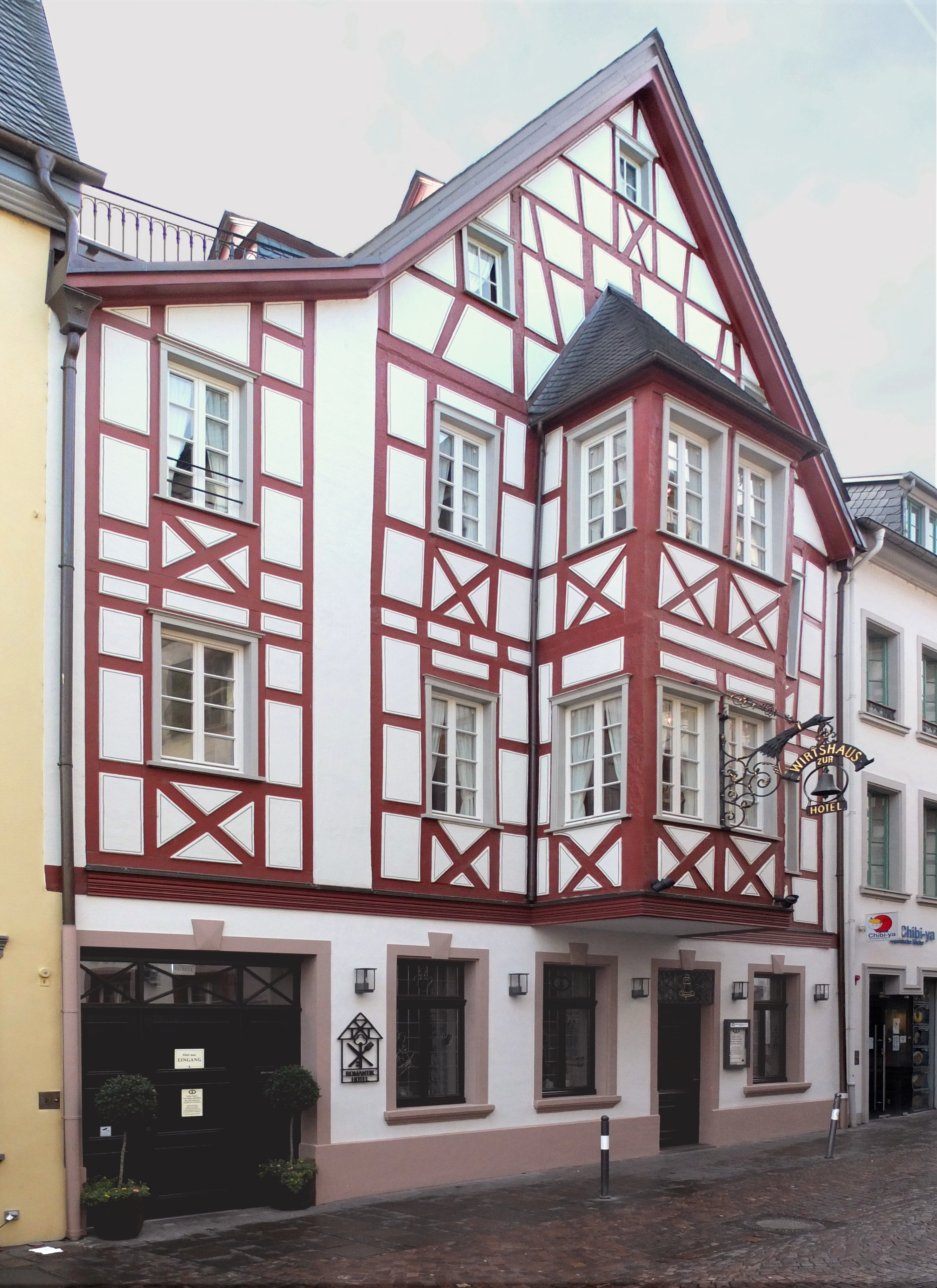
Wirtshaus zur Glocke

### Wirtshaus „Zur Glocke“, Glockenstraße 12
Die nachweisbare Geschichte des dreigeschossigen „straßenbildprägenden“ Gasthauses „Zur Glocke“ mit Fachwerkobergeschossen reicht in das 16. Jahrhundert zurück; der Ursprung dürfte wesentlich älter sein. Auf alten Mauern aus dem 12. Jahrhundert wurde 1567 das Vorderhaus errichtet. Der markante zweigeschossige Fachwerkerker entstand wahrscheinlich im 17. Jahrhundert. Das Hinterhaus wurde 1909 umgebaut. Seit 1803 wird das Haus gastronomisch genutzt, zunächst bis 1906 unter dem Namen „Zur wilden Gans“, anschließend als Wirtshaus „Zur Glocke“. Von dem romanischen Keller wird angenommen, dass er im Mittelalter Weinlager war. In den Jahren 2012 bis 2016 wurde das Gebäude saniert.